# Pszczeliny
Pszczeliny – wieś w Polsce położona w województwie podkarpackim, w powiecie bieszczadzkim, w gminie Lutowiska. Leży nad Wołosatym przy drodze wojewódzkiej nr 896. Wieś jest częścią składową sołectwa Stuposiany.
W latach 1975–1998 miejscowość administracyjnie należała do województwa krośnieńskiego.
W Pszczelinach znajduje się zbudowany między majem 1987 a październikiem 1989 kościół rzymskokatolicki pw. św. św. Piotra i Pawła – filia Parafii Świętej Anny w Ustrzykach Górnych.